# Peter Dürr
Peter Dürr (* 10. Februar 1960 in München) ist ein ehemaliger deutscher Skirennläufer und Windsurfer. Nach zwei deutschen Vizemeistertiteln und einer Weltmeisterschaftsteilnahme im Windsurfen folgte in den 1980er-Jahren eine Karriere als Skirennläufer, in der er zweimal an Olympischen Winterspielen teilnahm und in den Disziplinen Abfahrt und Kombination insgesamt neunmal unter die besten 15 eines Weltcuprennens fuhr und eine Podestplatzierung erreichte. Zudem wurde er zweimal Deutscher Vizemeister in der Abfahrt. Er ist der Vater der Skirennläuferinnen Katharina und Lena Dürr.

## Karriere
Zunächst war Dürr im Windsurfen erfolgreich. Er erzielte bei der Weltmeisterschaft 1979 auf den Bahamas den siebten Platz und wurde 1979 sowie 1981 Deutscher Vizemeister. Im Alpinen Skisport hatte Dürr ab 1982 größere Erfolge, als er am 14. Februar 1982 als Fünfter der Kombination von Garmisch-Partenkirchen erstmals Weltcuppunkte gewann und damit gleichzeitig seine für knapp sechs Jahre einzige Top-10-Platzierung im Weltcup erreichte. Mehrmals verfehlte er die Top 10 nur knapp. So war in der Saison 1982/83 ein elfter Platz in der Abfahrt von Val-d’Isère sein bestes Ergebnis und ein Jahr später wurde er 13. in der Kombination von Val-d’Isère und Zwölfter in der Abfahrt von Cortina d’Ampezzo. Dürr sicherte sich damit auch ein Ticket für die Olympischen Winterspiele 1984 in Sarajevo, wo er in der Abfahrt startete, aber als einziger der 61 Läufer nicht das Ziel erreichte.
In der Saison 1984/85 gewann Dürr nur einmal als 13. der Kombination von Garmisch-Partenkirchen Weltcuppunkte und blieb anschließend zwei Saisons ohne Punkte. Erst zu Beginn der Saison 1987/88 konnte er mit Platz 15 in der Abfahrt von Gröden wieder punkten. Einen Monat später wurde er 13. in der Abfahrt von Bad Kleinkirchheim und am 29. Januar 1988 erreichte er überraschend den dritten Platz in der Abfahrt auf der Planai in Schladming und damit die beste Weltcupplatzierung seiner Karriere. Somit konnte er auch an den Olympischen Winterspielen 1988 in Calgary teilnehmen. In Nakiska, wo alle Skibewerbe stattfanden, wurde er 21. in der Abfahrt und 17. in der Kombination, wobei er in der Kombinationsabfahrt den vierten Platz erreicht hatte. In der Saison 1988/89 war Dürrs bestes Ergebnis ein elfter Platz in der Abfahrt von Laax, nach dieser Saison beendete er seine Karriere.
Dem Skisport blieb Dürr weiterhin treu. Er wurde 1999 und 2000 Deutscher Mannschaftsmeister im Carving und wurde im Jahr 2000 Gesamtsieger des Deutschen Carving-Pokals. 2001 wurde er Deutscher Meister im Synchronskilauf. Heute ist der Polizist Alpiner Sportwart beim Bayerischen Skiverband und Trainer einer Schülermannschaft.

## Erfolge

### Olympische Winterspiele
- Calgary 1988: 17. Kombination, 21. Abfahrt

### Weltcup
- Ein Podestplatz und eine weitere Top-10-Platzierung; insgesamt neunmal unter den besten 15

### Deutsche Meisterschaften
- Zweimaliger Deutscher Vizemeister in der Abfahrt